# Az Eyjafjallajökull vulkán 2010-es kitörése

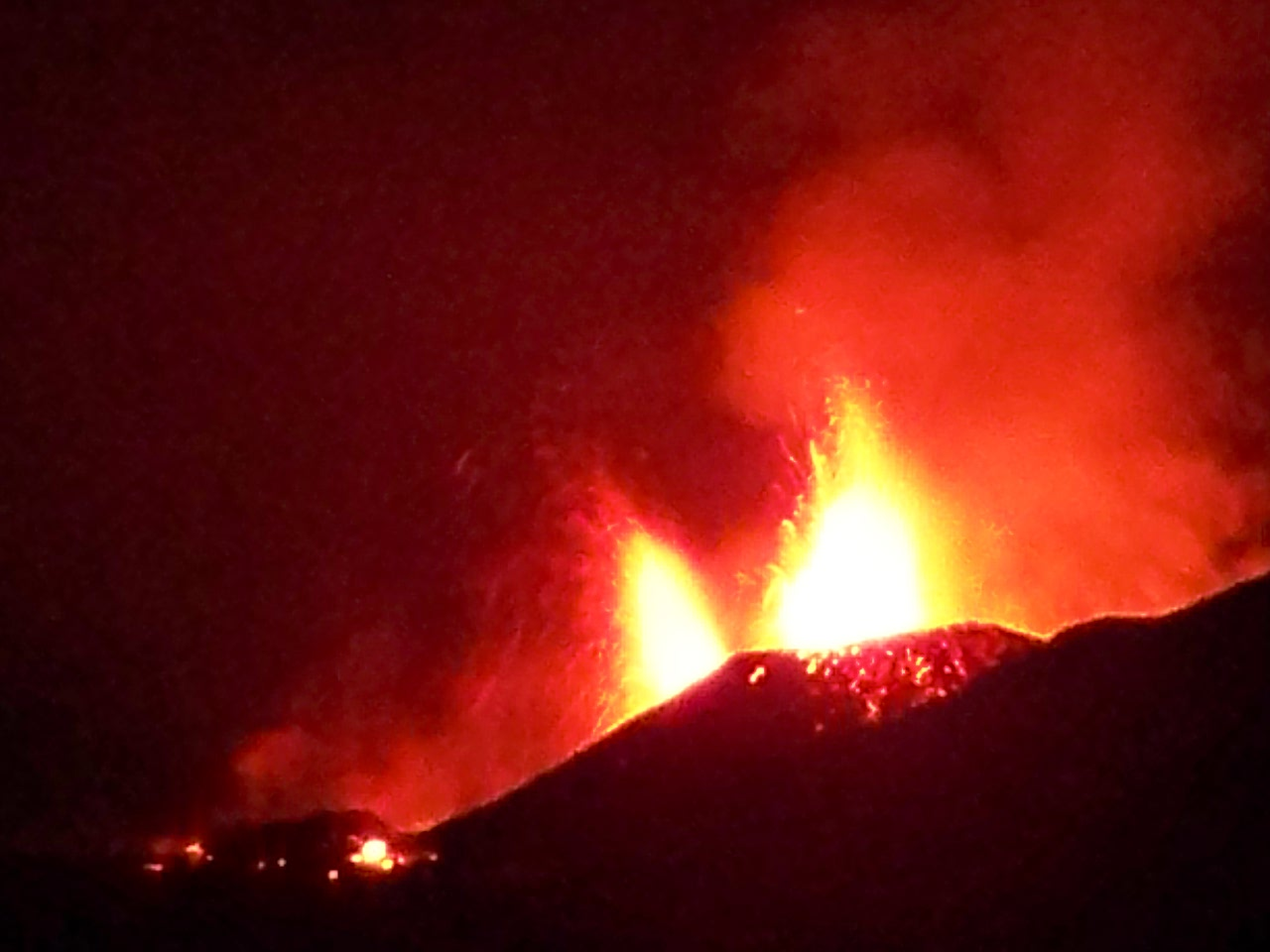
A 2010. március 25-i kitörés

Az izlandi Eyjafjallajökull jégmező alatti vulkán 2010 tavaszán lépett működésbe, ezzel jelentős káoszt kiváltva az európai légi közlekedésben.
A térségben már 2009 végén észleltek szeizmikus aktivitást, amely 2010. március 20-án kisebb vulkánkitöréshez vezetett. Az ennél erősebb, április 14-én bekövetkezett második kitörés miatt széles körű járattörléseket rendeltek el az európai légi közlekedésben, amely több millió utast érintett. Április 15-én és 16-án a legtöbb európai repülőtér teljesen zárva volt, ugyanis szakértők szerint a jég alatti kitörés sajátosságai miatt a vulkáni hamu kis üvegszemcséket tartalmaz, ami kárt tehet a repülők hajtóművében, ez pedig katasztrófákhoz vezethet.
A törlések következtében jelentős késések voltak Ausztria, Belgium, Csehország, Dánia, az Egyesült Királyság, Észtország, Finnország, Franciaország, Hollandia, Írország, Izland, Lengyelország, Lettország, Litvánia, Luxemburg, Magyarország, Málta, Moldova, Németország, Norvégia, Oroszország, Románia, Spanyolország, Svédország, Svájc, Szlovákia és Szlovénia repterein.
Magyarországon a Ferihegyi repülőteret is érintette a jelenség.
A jég megolvadása miatt a kitörés árvizeket, laharokat (iszapár, izlandi nyelven jökulhlaup) is okozott, ezért a környező terület evakuálására volt szükség.
A kitörés hivatalosan 2010 októberében ért véget.

## Az Eyjafjallajökull
Az Eyjafjallajökull (a jökull izlandi nyelven jégmezőt, gleccsert jelent) kisebb területű belföldi jégtakaró Izlandon (kb. 1600 méter magas). Skógartól északra és a Mýrdalsjökull jégmezőtől nyugatra fekszik. A jégmező alatt vulkán helyezkedik el, amely a jégkorszak óta viszonylag ritkán tört ki.
Az elmúlt 1100 évben ez a vulkán négy alkalommal lépett működésbe: 920-ban, 1612-ben, 1821–23 között és 2010-ben. A korábbi három alkalommal ezeket a kitöréseket mindig követte a közeli Katla vulkán kitörése. A Katla jóval aktívabb vulkán, lényegesen nagyobb magmakamrával, és ugyancsak vastag jégtakaró alatt (Mýrdalsjökull) helyezkedik el. Izlandi szakértők tartottak attól, hogy az Eyjafjallajökull alatti vulkán 2010-es kitörését is követi majd a Katla aktivitása.

## Az első kitörés
Az Izlandi Meteorológiai Hivatal 2009 decemberében publikált tanulmányában az Eyjafjallajökull környékén a 2006 és 2009 közötti időszakban mért szeizmikus aktivitás változásait tárgyalta. A tanulmány kiemeli, hogy 2009 júniusa és augusztusa között az aktivitás megnőtt. Csak ekkor kétszáz földrengést regisztráltak, míg a teljes időszakban összesen 250-et. A 2009 nyári földrengések többségének epicentruma 8-12 kilométer mélységben volt észlelhető.
2009 decemberének végén több ezer apró földrengés történt a vulkán környékén.
2010. február 26-án az Izlandi Meteorológiai Szolgálat az Eyjafjöll körzetben lévő Þorvaldseyri farmon (megközelítőleg 15 km-re a kitörés helyétől) lévő GPS műszere segítségével kimutatta, hogy a helyi kéreglemez déli irányban 3 cm-nyit elmozdult, amiből 1 cm-t mindössze négy nap alatt tett meg.
A megnövekedett szeizmikus aktivitás és a tektonikus lemezek gyors mozgása bizonyítékul szolgált a geofizikusok számára, hogy a magma a mélyből felfelé halad a magmakamrába. Az aktivitás folytatódott, március 3 és 5 között közel háromezer földrengést mértek, néhány közülük érzékelhető volt a közeli településeken.
A kitörés március 20-án helyi idő szerint 22 óra 30 perc és 23 óra 30 perc között néhány km-re a jégmezőtől kezdődött, a fimmvörðuhálsi hágó környékének északi lejtőin.

## A második kitörés

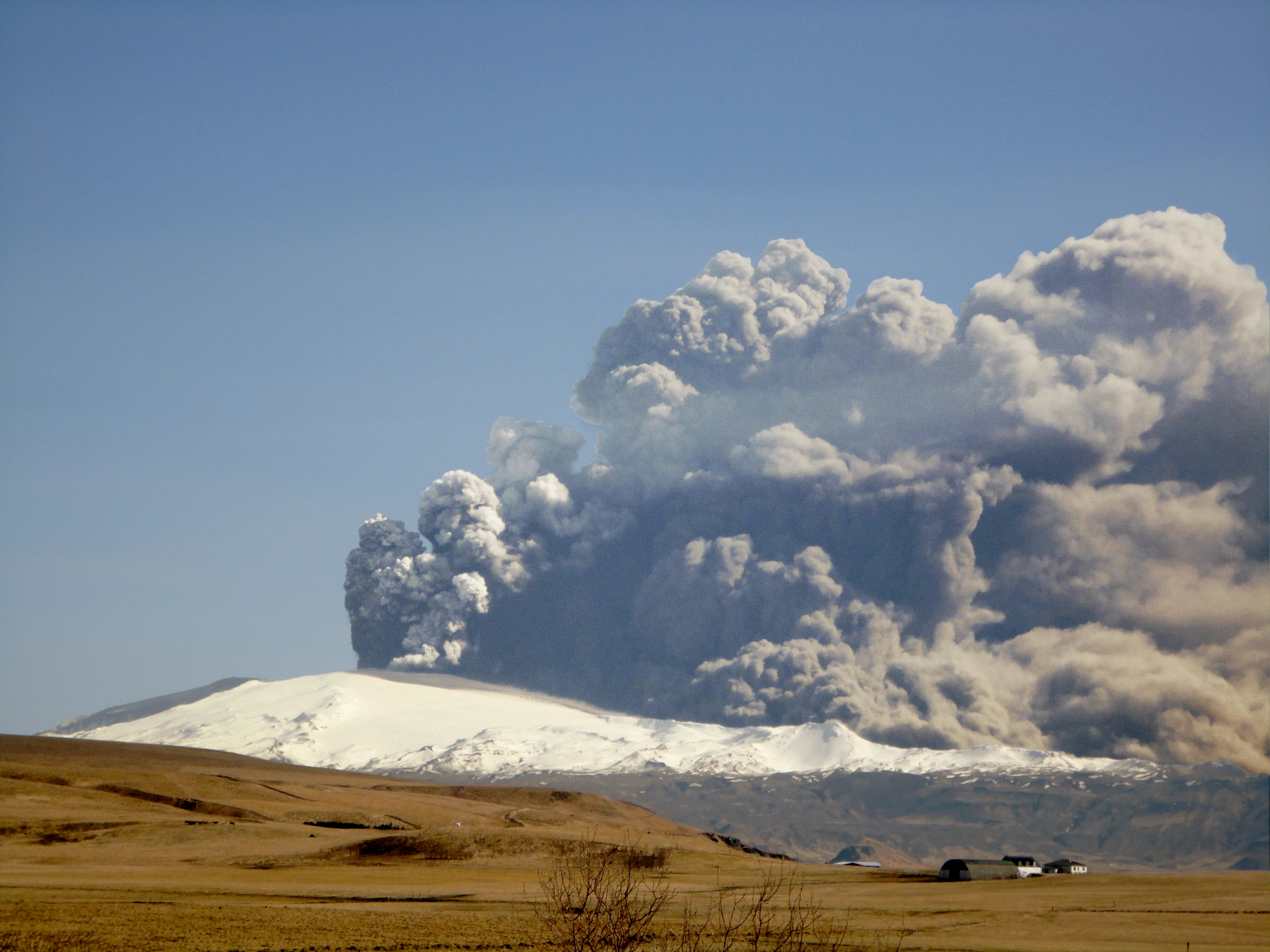
Kitörés 2010. április 17-én

Csaknem egyhónapos szünet után a vulkán április 14-én folytatta a kitörést, ezúttal a jégmező közepén. Ez a kitörés árvizeket okozott, ami miatt 800 embert kitelepítettek. A megduzzadt Markarfljót folyó kiöntött, és a közelben haladó utat több helyen elmosta.
A második kitörés erőssége becslések szerint tíz-hússzor akkora volt, mint az előzőé. Nagy mennyiségű vulkáni eredetű részecske került az atmoszférába. Ezen részecskék közt nagy arányban voltak jelen üvegszemcsék, ami főleg annak köszönhető, hogy a gleccser vize a lávát nagyon gyorsan szilárdította meg. Az üvegszemcsék miatt a légi közlekedés nagyon kockázatossá vált.
A kitörés április 17-én kisebb intenzitással folytatódott, a vulkáni hamu már csak 5 km magasságig hatolt, szemben a korábbi 13 km-rel. Ez nem elég ahhoz, hogy a felhő elérje Európát.
Április 20-án a vulkán aktivitása újra erősödött.

### A vulkáni hamu összetétele
A kitörés közelében gyűjtött vulkáni hamuban 58% volt a szilícium-dioxid koncentrációja. Ez a mennyiség az andezites kőzetekre jellemző érték. A hamu számottevő mennyiségben tartalmazott fluoridot is.
A vízben oldható egészségkárosító anyagok miatt az állatok itatását – azokból a természetes vizekből, amelyekbe fluorid is keveredhetett – egy időre megtiltották. A vulkán közelében fekvő területre leszóródott hamu egy időre a mezőgazdasági termelést is megakadályozza a talajra hullott mérgező hatású anyagok miatt.

### A vulkáni hamu hatása a légi közlekedésre
A vulkáni hamu magas kockázati tényező a repülőgépek számára. A hamufelhő mozgását a kitörés természete és a széljárás befolyásolja.
A második kitörés után Európa nagy részére kiterjedő légtérzárakat rendeltek el. A hamu egy része már Izlandon földet ért, főleg lakatlan területeket érintve, a nagyobbik része pedig nyugati szelek hatására az Atlanti-óceán fölé sodródott.

## Galéria

A vulkanikus eredetű porfelhő kiterjedése április 15-én (becslés)
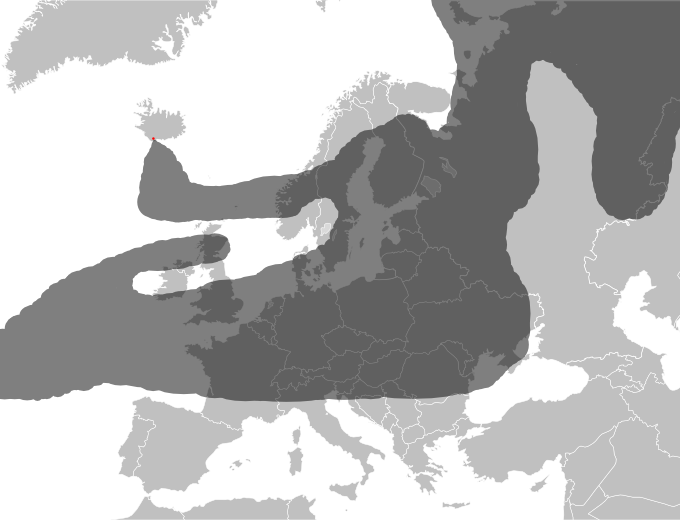
A vulkanikus eredetű porfelhő kiterjedése április 17-én (becslés)
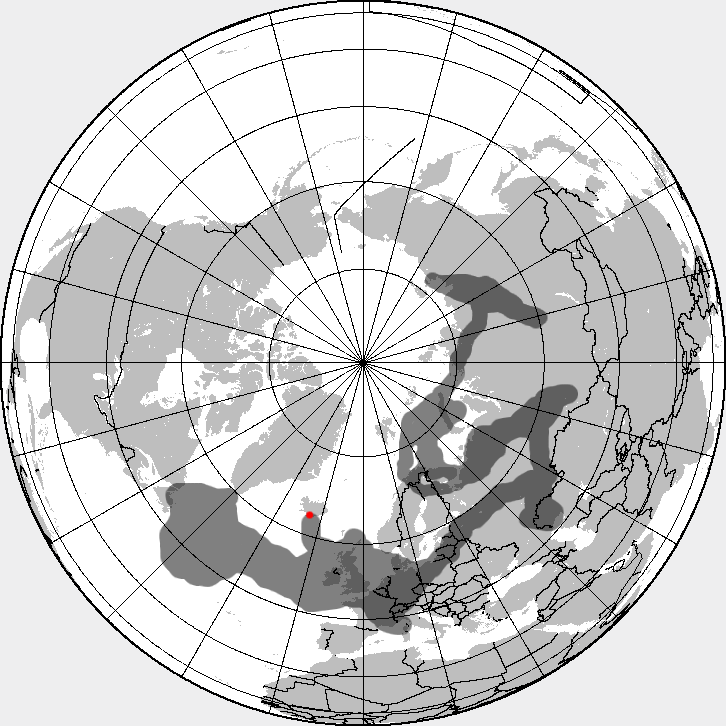
A vulkanikus eredetű porfelhő kiterjedése április 19-én (becslés)
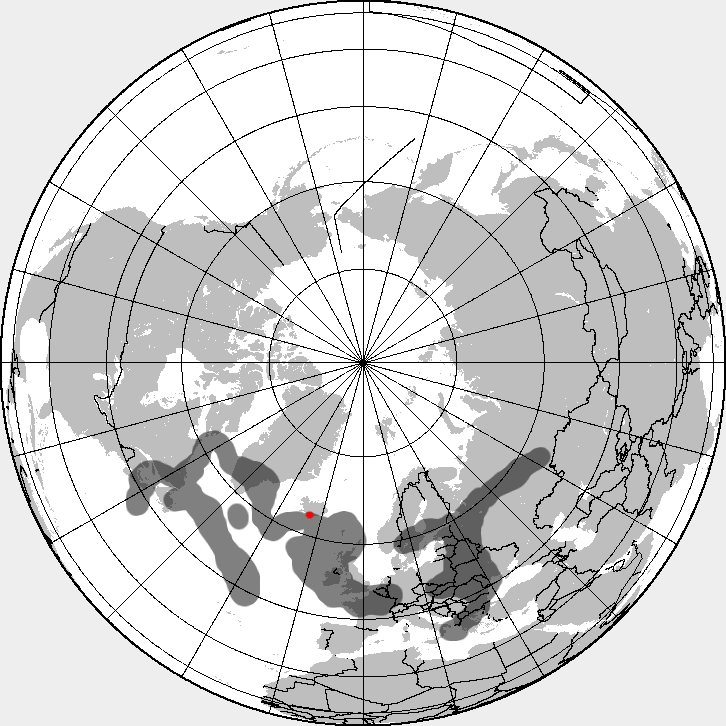
A vulkanikus eredetű porfelhő kiterjedése április 21-én (becslés)
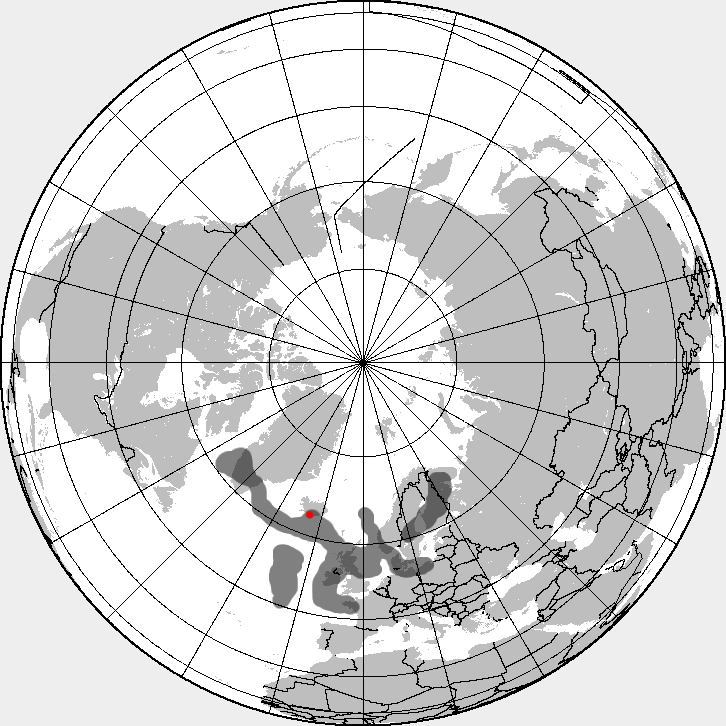
A vulkanikus eredetű porfelhő kiterjedése április 22-én (becslés)
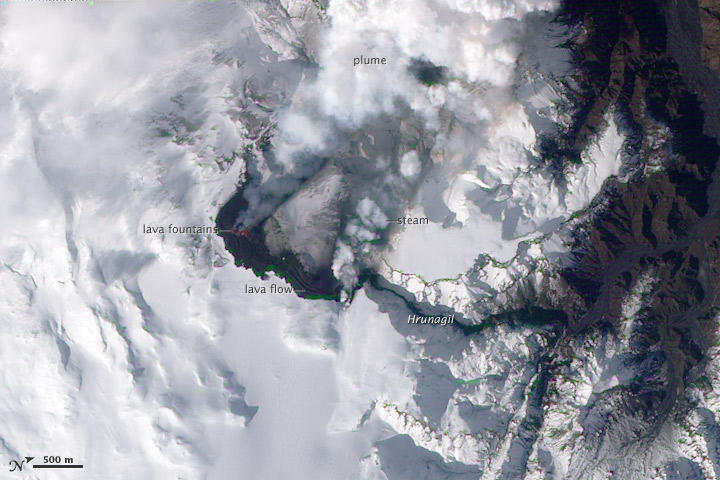
Műholdfelvétel a kitörésről (2010. március 24.)

## Fordítás
Ez a szócikk részben vagy egészben  a(z)   2010 eruptions of Eyjafjallajökull című angol Wikipédia-szócikk fordításán alapul.  Az eredeti cikk szerkesztőit annak laptörténete sorolja fel. Ez a jelzés csupán a megfogalmazás eredetét és a szerzői jogokat jelzi, nem szolgál a cikkben szereplő információk forrásmegjelöléseként.